# Eleveneleven Records
Eleveneleven Records es una compañía discográfica estadounidense, perteneciente a Ellen DeGeneres.

## Historia
El 26 de mayo de 2010, Ellen anunció en su programa que estaba empezando su propio sello discográfico titulado "Eleveneleven". Ella mencionó que había estado buscando videos de actuaciones en YouTube para iniciar su disquera. Su primer acto fue darle el primer contrato discografía a Greyson Michael Chance, un niño de 12 años que saltó a la fama después de und video en YouTube donde interpreta Paparazzi de Lady Gaga. el cual fue despedido 2 años después.
Algunos meses más tarde, el 16 de septiembre de 2010, Ellen anunció su sello firmó a un segundo artista, Tom Andrews de 16 años de edad, cantante del Reino Unido. El 11 de noviembre de 2010 la cantante pop estadounidense Jessica Simpson anuncio en el programa radio de Ryan Seacrest, que había firmado contrato discográfico con ElevenEleven Records.

## Artistas Eleveneleven Records
- Tom Andrews
- Jessica Simpson